# Coppa dei Laghi - Trofeo Almar
La Coppa dei Laghi - Trofeo Almar era una corsa in linea maschile di ciclismo su strada riservata agli Under-23, svoltasi dal 2015 al 2019 a Taino, in provincia di Varese.
Organizzata per la prima volta nel 2015, nelle prime due edizioni la competizione è stata inclusa nel calendario dell'UCI Europe Tour, come prova di classe 1.Ncup, e della Coppa delle Nazioni U23 UCI. Dal 2017 al 2019 è stata declassata a prova del calendario nazionale, venendo associata al Trofeo Corri per la Mamma - Trofeo Giuseppe Giucolsi, già riservato agli Juniores dal 2011 al 2016; nel 2018 è stata inoltre valida come campionato italiano in linea Under-23.

## Albo d'oro
Aggiornato all'edizione 2019.
| Anno                                                                                | Vincitore                      | Secondo                        | Terzo                          |
| Coppa dei Laghi - Trofeo Almar                                                      | Coppa dei Laghi - Trofeo Almar | Coppa dei Laghi - Trofeo Almar | Coppa dei Laghi - Trofeo Almar |
| ----------------------------------------------------------------------------------- | ------------------------------ | ------------------------------ | ------------------------------ |
| 2015                                                                                | Gianni Moscon                  | Mihkel Räim                    | Lennard Hofstede               |
| 2016                                                                                | Aleksandr Kulikovskij          | Dorian Godon                   | Riccardo Minali                |
| Trofeo Corri per la Mamma - Trofeo Giuseppe Giucolsi - Coppa dei Laghi Trofeo Almar |                                |                                |                                |
| 2017                                                                                | Simone Bevilacqua              | Alessandro Covi                | Aleksandr Vlasov               |
| 2018                                                                                | Edoardo Affini                 | Alberto Dainese                | Michele Corradini              |
| 2019                                                                                | Alessandro Covi                | Samuele Zambelli               | Martin Marcellusi              |